# Adolf Merckle
Adolf Merckle (18 mars 1934 à Dresde, Allemagne - 5 janvier 2009 à Blaubeuren, Allemagne) est un homme d'affaires et une des plus grandes fortunes d'Allemagne .
Né au sein d'une famille riche, la plus grande partie de sa richesse provient des héritages qu'il reçut. Il reprit et développa l'entreprise de grossiste en produits chimiques de son grand-père, pour en faire le plus grand distributeur pharmaceutique allemand, Phoenix Pharmahandel. Sa famille détient également  Ratiopharm, une société de fabrication de médicaments génériques, de nombreuses parts dans l'entreprise de ciment HeidelbergCement ainsi que de Kässbohrer spécialisées dans la fabrication de véhicules.

## Biographie
Merckle suivit des études d'avocat, mais son activité principale consistait à faire des investissements.
En 2008, Merckle a fait un placement spéculatif basé sur l'hypothèse que les actions de Volkswagen perdraient de la valeur, mais en octobre 2008 Porsche a modifié la donne en mettant en place une opération lui permettant de prendre le contrôle de Volkswagen, ce qui fit monter le cours de l'action de 210,85 € à plus de 900 € en deux jours. Merckle perdit énormément d'argent dans cette opération. Sa fortune, évaluée à 12,8 milliards de dollars en 2007, n'était plus en décembre 2008 que de 9,2 milliards de dollars, soit une perte de 3,6 milliards de dollars, le reléguant de la 44e place dans le classement des plus grandes fortunes du monde en 2006, à la 96e place, mais restait parmi les 5 personnes les plus riches d'Allemagne.
Merckle s'est suicidé le 5 janvier 2009 en se jetant sous un train non loin de Blaubeuren,,,
où il vivait avec sa femme et ses quatre enfants.